# Бельсдорф
Бельсдорф (нем. Belsdorf) — коммуна в Германии, в земле Саксония-Анхальт. 
Входит в состав района Оре. Подчиняется управлению Флехтинген. По состоянию на 31 декабря 2006 года население составляет 196 человек. Занимает площадь 9,94 км².
Община подразделяется на 2 сельских округа.